# Lamharra
Lamharra  (in arabo لمحرة‎?) è un centro abitato e comune rurale del Marocco situato nella provincia di Rehamna, regione di Marrakech-Safi. Conta una popolazione di 9 477 abitanti (censimento 2014).